# Пузайка
Пузайка или Пузалка (на македонска литературна норма: Пузајка) е село в Северна Македония, в община Старо Нагоричане.

## География
Селото е разположено в областта Средорек.

## История
В края на XIX век Пузайка е българско село в Кумановска каза на Османската империя. Според статистиката на Васил Кънчов („Македония. Етнография и статистика“) от 1900 г. Пузалка е населявано от 136 жители българи християни.
Според патриаршеския митрополит Фирмилиан в 1902 година в Пузалка има 14 сръбски патриаршистки къщи. Три години по-късно цялото население на селото е под върховенството на Българската екзархия. По данни на секретаря на екзархията Димитър Мишев („La Macédoine et sa Population Chrétienne“) в 1905 година в Пузалка има 120 българи.
Според преброяването от 2002 година селото има 54 жители.
| Националност     | Всичко |
| северномакедонци | 48     |
| албанци          | 0      |
| турци            | 0      |
| роми             | 0      |
| власи            | 0      |
| сърби            | 6      |
| бошняци          | 0      |
| други            | 0      |